# Нестеров, Иван Серафимович
Ива́н Серафи́мович Не́стеров (19 января 1907, Петропавловка, Самарская губерния — 10 марта 1954, Москва) — челюскинец, участник Великой Отечественной войны, инженер-генерал-директор морского флота 3-го ранга.

## Биография
Иван Серафимович Нестеров родился 19 января 1907 года в Петропавловке (ныне — в Новоузенском районе Саратовской области).
После Гражданской войны учился в Саратове. Окончив Одесское морское училище, с 1928 года плавал кочегаром на судах Совторгфлота. В 1929 году поступил в Ленинградский институт инженеров водного транспорта. Член ВКП(б) с 1931 года. В 1931—1933 годы — член Ленсовета.
В 1934 году, будучи студентом института, в качестве машиниста участвовал в переходе ледокольного парохода «Челюскин»; был награждён орденом Красной Звезды.
С 1935 года, по окончании института с квалификацией «инженер-механик водного транспорта», — судовой механик парохода «Свирь» (Балтийское морское пароходство), затем — инструктор по механической части Государственного регистра СССР, с 1937 — начальник Мурманского территориального управления Севморпути.
В 1938 году, будучи начальником Арктического морского пароходства, руководил операцией по снятию с дрейфующей льдины полярной экспедиции И. Д. Папанина; был награждён орденом Трудового Красного Знамени.
22 июня 1941 года добровольцем вступил в Красную Армию, в Ленинграде сформировал 265-й отдельный пулемётно-артиллерийский батальон, был его командиром, затем — комиссаром. Воевал на Ленинградском фронте, 11 сентября 1941 в одном из боёв был дважды ранен; награждён орденом Красной Звезды. После лечения в госпитале служил руководителем гидрометеослужбы в штабе Ленинградского военкомата.
С июня 1947 года — начальник Главного управления флота и портов северных и западных путей, член коллегии Министерства морского флота СССР c августа 1950 года. За успехи на службе был награждён 2-м орденом Трудового Красного Знамени.
Скоропостижно умер в Москве. Похоронен на Ваганьковском кладбище (19 уч.).

## Награды
Награждён двумя орденами Красной Звезды (20.4.1934, 20.12.1941), двумя орденами Трудового Красного Знамени, медалями.

## Память
С сентября 1934 года имя И. С. Нестерова носит улица в городе Энгельсе (бывшая Новоузенская).
В 1980 году со стапелей Херсонского судостроительного завода сошёл сухогруз «Иван Нестеров».